# ピアノソナタ第2番 (ショパン)
ピアノソナタ第2番（ピアノソナタだいにばん）変ロ短調 作品35 は、フレデリック・ショパンが作曲したピアノソナタである。

## 概要
第3楽章に有名な葬送行進曲が用いられていることから「葬送」または「葬送行進曲付き」の愛称でよく知られる。1839年にノアンで作曲されたが、葬送行進曲は他の楽章に先立ち、1837年には作曲されていたとも言われている。
全体に悲劇的かつ陰鬱で、葬送行進曲が用いられている（誰にも献呈されていない）ことなどから、当時のポーランドの悲劇的状況を反映したものではないかとも言われるが、ショパンの真意は定かでない。このあとのソナタ作品は完全なピアノ独奏でなく室内楽を志向した構造になっているので、事実上ピアニズムの精華なのは本作だけである。
また、全ての楽章が短調で書かれてはいるものの、上記のように前半楽章は両者とも長調で閉じられる他、第1楽章の第2主題や、スケルツォと葬送行進曲、それぞれのトリオも優美な長調の音楽なので、暗いばかりの作品というわけではない。
なおこの曲は古典的なソナタの構成感に乏しいと指摘される。ロベルト・シューマンは当時の評論の中で「ショパンは乱暴な4人の子供をソナタの名で無理やりくくりつけた」と評し、「田舎の音楽教師がソナタの名につられて、素晴しい古典だろうと思って楽譜を買い求め、いざ弾いてみて激怒する」様子を想像している。独創的な内容を認めつつも全面的には支持せず、とくに終楽章については「これは音楽ではない」と述べている。
アントン・ルビンシテインはこのソナタを「死の詩（うた）」と評した。

## 曲の構成
- 第1楽章 グラーヴェ - ドッピオ・モヴィメント
変ロ短調 - 変ロ長調、2分の2拍子、ソナタ形式。
短い劇的な後の陰鬱な序奏で始まり、2倍の速さ（ドッピオ・モヴィメント、ただし実際の演奏は2倍以上の速さで演奏されることが多い）の嵐を思わせる第1主題、対照的におだやかで叙情的な第2主題と続く。展開部はもっぱら第1主題をもとに展開され、再現部は第2主題だけからなるという変則的なソナタ形式をとる。再現部で展開部に用いた第1主題を再度再現させるのは冗長になるからである。なお、序奏の動機と第1主題の動機が全曲にわたって用いられていることをルドルフ・レティ（英語版）は自著で指摘している（参考文献参照）。
第1主題左手部に現れるリズムはショパン特有のもので、変ロ短調の前奏曲など陰鬱激烈な曲想にしばしば顔を出す。少し明るさを取り戻した3連符で第1部は終結する。第2主題は変ニ長調のコラール風のもので、冒頭の3音は第1主題の音形と音程が一致する。展開部は第1主題の転調展開。前の3連符も加わり、ベートーヴェンに似た昂揚が充満する。再現部は変ロ長調に変わる他は形式通り。コーダでは左手に第1主題のリズムが出現し、和音の連続で終結する。
多くの楽譜では第4～5小節の間（ドッピオ・モヴィメント）にリピート開始の縦線があるが、これはドイツ初版に基づいており、その底本となったアドルフ・グートマン（ドイツ語版）の筆写譜では明確な複縦線のみが存在する。パデレフスキー版のナショナルエディションでは複縦線からの繰り返しとするが、エキエル版のナショナルエディションでは冒頭からの繰り返しとしており、意見の一致を見ない。
- 第2楽章 スケルツォ
変ホ短調 - 変ト長調、4分の3拍子、三部形式。
活発な主部と、嵐の過ぎ去った静けさの如くおだやかなトリオからなる三部形式。コーダにもトリオがわずかに顔を出す。主部は左手半音階、さらには両手声部半音階が不気味さを醸し出す。エンハーモニックな転調は作者の常套である。浄福なトリオは特に左手に旋律美がある。終結部は新規楽想を使わず見事に変ト長調に誘導されている。ショパンは、スケルツォ第2番やバラード第2番でも、副主題（トリオではない）の調で曲を閉じている。
- 第3楽章 葬送行進曲：レント
変ロ短調 - 変ニ長調、4分の4拍子、三部形式。
全曲中、最も有名な楽章。鐘を鳴らすような主題が次第に近づくように大きくなり、慰めるような変ニ長調のトリオ（後に書かれたチェロソナタ 作品65の第3楽章もこれに似ている）の後、最初の主題が現れて次第に去ってゆく。
なお、ショパンの葬儀の際にはナポレオン・アンリ・ルベールによって管弦楽編曲されたものが演奏されたといわれている。また、エルガーも当楽章を管弦楽編曲している。
- 第4楽章 フィナーレ：プレスト
変ロ短調、2分の2拍子、
両手のユニゾンが最初から終末間際まで続き、調性も明確でない。前述のレティは、第1楽章第1主題の音形が、この楽章では半音階の中に分散されていると解釈している。「葬送行進曲の後を受け、墓場に風が吹く」などと表現されるが、ショパン自身はこれを「行進曲の後で両手がおしゃべりをする」と表現している。第3楽章からアタッカで演奏するピアニストが多く、ガヴリーロフのCD（1984年 - 1985年録音）にいたっては1つのトラックに第3楽章と共に収められている。
なお、同様の書法で書かれた曲としては、彼自身の変ホ短調の前奏曲や、ショパンの友人であったシャルル＝ヴァランタン・アルカンがこの曲と同じ1839年頃に作曲した『3つの大練習曲』作品76の第3曲が挙げられる（この3曲はそれぞれ左手のみ、右手のみ、そして両手ユニゾンで演奏される）。

## 本曲が使われた作品など
- ビリ犬　- 第12話「注射はコワイ!」（大福マメオが愛犬のドカを連れて体育館に入館するシーンにて使用）
- レミングス - 民謡「Ten Green Bottles」とワーグナー作曲の「婚礼の合唱」が合わさる形で第3楽章がBGMとして使用されている。
- 街 〜運命の交差点〜 - 雨宮桂馬のシナリオ「オタク刑事走る！」にて第3楽章が使用されている。
- DEATH STRANDING - BRIDGESに所属するキャラクター、ハートマンの、研究所にて心停止している間レコードから流れる曲として、第3楽章が使用されている。
- 美輪明宏 - 『亡霊達の行進』(作詞・作曲：美輪明宏、編曲：小谷充。アルバム『白呪』に収録)のイントロ部分で、第3楽章の冒頭部分が挿入される。

その他、第3楽章「葬送行進曲」がゲームのゲームオーバー時のBGMとしてよく使用されている。